# DAF M39
Der DAF M39 war ein Panzerspähwagen, von dem DAF von 1939 bis 1940 zwölf Stück herstellte. Der M39 wurde während des Zweiten Weltkriegs eingesetzt.

## Entwicklungsgeschichte
Im Jahr 1938 hatte die Van Doorne NV Aanhangwagenfabriek (DAF) den Auftrag erhalten, zwölf gepanzerte Fahrzeuge zu bauen, um das dritte gepanzerte Geschwader der niederländischen Armee auszurüsten. Den 1938 vorgestellten Prototyp bezeichnete DAF noch als PT 3, in der niederländischen Armee wurden die ab 1939 gelieferten Fahrzeuge als DAF M39 bezeichnet. Im Mai 1940 nahmen die bis dahin gebauten zwölf Exemplare an den Kämpfen gegen die deutsche Wehrmacht teil. Hierbei wurde ein Fahrzeug zerstört. Nach der Besetzung der Niederlande wurden die übrigen bei deutschen Polizei-Einheiten und an der Ostfront eingesetzt. Hierbei wurden weitere zwei Exemplare – nachweislich durch Fotos belegt – zerstört. Der Verbleib der restlichen DAF M39 wie auch die Anzahl der 1940 noch entstandenen ist unbekannt. Jedoch ist bekannt, dass die Wehrmacht in der Loseblattsammlung Kennblätter fremden Geräts den DAF M39 als Panzerspähwagen DAF 201 (h) führte.

## Galerie
- Der M39 im Video, Anfang 1940